# Ка Калдара (Венеција)
Ка Калдара (итал. Ca' Caldara) је насеље у Италији у округу Венеција, региону Венето.
Према процени из 2011. у насељу је живело 57 становника. Насеље се налази на надморској висини од 3 м.